# ペイド・バック
『ペイド・バック』（原題: The Debt）は、ジョン・マッデン監督、マシュー・ヴォーン、ジェーン・ゴールドマン、ピーター・ストローハン脚本による2011年のドラマ映画である。2007年のイスラエルの映画『ザ・デット 〜ナチスと女暗殺者〜』のリメイクである。出演はヘレン・ミレン、サム・ワーシントン、ジェシカ・チャステイン、キアラン・ハインズ、トム・ウィルキンソン、マートン・チョーカシュ、イェスパー・クリステンセンである。
アメリカでは元々2010年12月公開を予定していたが、2011年8月31日に変更された。日本では劇場未公開だが、DVDとBlu-rayが2012年8月3日に発売された。

## あらすじ
1966年、モサドの工作員レイチェル（ジェシカ・チャステイン）、デヴィッド（サム・ワーシントン）、ステファン（マートン・チョーカシュ）の3名は、ナチスによる人体実験の罪で戦犯となっていた、収容所（ビルケナウ）の外科医ディーター・フォーゲル（イェスパー・クリステンセン）を倒した英雄としてイスラエルに帰国する。
1997年のテルアビブ。レイチェル（ヘレン・ミレン）とステファン（トム・ウィルキンソン）の娘サラ（ロミ・アブラフィア）が両親らの「偉業」を本として出版する。一方、デヴィッド（キアラン・ハインズ）は何者かに呼び出されるが、そこにステファンの姿を見つけると、突然道路に飛び出し、ダンプに引かれて即死する。レイチェルら3人には30年以上に渡り、隠して来た秘密があったのだ。
1965年、レイチェルら3人はフォーゲルを捕らえて裁判を受けさせるために東ベルリンに潜入する。計画通りにフォーゲルの拉致には成功するが、東ベルリンからの脱出に失敗したため、新たな脱出計画を決め、遂行するまでの間、3人はフォーゲルに食事をやり、生かし続けることになる。その間にレイチェルとデヴィッドは互いに惹かれ合うが、任務を優先するデヴィッドが思い止まる。しかし精神的に不安定になっていたレイチェルははずみでステファンと関係を持ち、妊娠してしまう。そんな3人を観察し続けていたフォーゲルは巧みにレイチェルとデヴィッドの気持ちを揺さぶる。フォーゲルの挑発に乗ってフォーゲルを殴りつけたデヴィッドをステファンが連れ出す。そして、フォーゲルは割れた焼き物の破片を使って脱出をはかり、格闘の末にレイチェルを倒すとそのまま逃走し、行方をくらます。
フォーゲルに逃げられた3人は、途方に暮れる。しかし、この事実を知るのが自分たち3人とフォーゲル本人だけであり、またフォーゲルがこの事実を誰かに話すことはありえないことから、ステファンは逃げ出そうとしたフォーゲルをレイチェルが射殺したことにしようと提案する。レイチェルとデヴィッドはフォーゲルを逃がしたのは自分たちのミスであることから、ステファンの提案を受け入れる。
イスラエルへの帰国後、英雄となった3人だったが、レイチェルとデヴィッドは罪の意識に苛まれていた。その状況に耐えられなくなったデヴィッドはモサドを辞め、イスラエルからも出て行く。デヴィッドはレイチェルを誘うが、ステファンと結婚して娘を生んでいたレイチェルはデヴィッドの誘いを断る。
それから25年の月日が流れ、帰国したデヴィッドはレイチェルに、フォーゲルの行方を追っていたこと、そしてこれまで30年以上に渡って隠して来た秘密を公にしようとしていることを告げる。その後、ステファンに呼び出されたデヴィッドは自殺する。
モサドで出世していたステファンはデヴィッドが遺した情報をもとに、レイチェルにフォーゲルの暗殺を命じる。ステファンの命令を最初は拒んだレイチェルだったが、娘の立場を守るため、ステファンの命令を受け入れる。レイチェルはフォーゲルとされる老人シェフチュクが入院しているウクライナの病院に潜入する。しかし、シェフチュクはフォーゲルではなく、フォーゲルから聞いた話を自分のこととして吹聴している精神を患った老人に過ぎなかった。しかし、同じ病院にフォーゲルが入院していると察したレイチェルは、フォーゲルを見つけるが、逆にフォーゲルに刺されてしまう。格闘の末、何とかフォーゲルを殺したものの、レイチェルも深手を負う。一方でレイチェルは、フォーゲルを追っていた新聞記者ユーリ・チトフにメモを残していた。そのメモには真実と共にその真実を公表するよう依頼する内容が記されていた。

## キャスト
レイチェル・シンガー
（1997年）演 - ヘレン・ミレン、日本語吹替 - 宮寺智子
（1965年）演 - ジェシカ・チャステイン、日本語吹替 - 小林さやか
モサド工作員。母親を戦争で亡くしている。1965年当時25歳。
帰国後、ステファンと結婚し、娘サラを生むが、後に離婚。
デヴィッド・ペレツ
（1997年）演 - キアラン・ハインズ、日本語吹替 - 二又一成
（1965年）演 - サム・ワーシントン、日本語吹替 - 東地宏樹
モサド工作員。天涯孤独。1965年の任務中に29歳の誕生日を迎える。
帰国後、しばらくは国内にいたが、後に世界中を旅して回る生活を送るようになる。
ステファン・ゴールド
（1997年）演 - トム・ウィルキンソン、日本語吹替 - 菅生隆之
（1965年）演 - マートン・チョーカシュ、日本語吹替 - 吉見一豊
モサド最年少の部隊長だった男。帰国後、レイチェルと結婚し、後に離婚。
爆破テロで負った怪我のため今は車椅子生活を送っている。
ディーター・フォーゲル
演 - イェスパー・クリステンセン、日本語吹替 - 幹本雄之
ナチスの収容所（ビルケナウ）の外科医だった男。東ベルリンで産婦人科医として働く。
サラ・ゴールド
演 - ロミ・アブラフィア
レイチェルとステファンの娘。両親らの「偉業」を本にして出版した。

## 公開
2010年9月にトロント国際映画祭でプレミア上映された。配給のミラマックスは、元々2010年12月29日にアメリカ合衆国で公開し、2011年のオスカー参戦を狙うとしていた。アメリカ合衆国での公開前となる2010年12月4日にワシントンD.C.ユダヤ映画祭で、さらにその前の10月17日にミルバレー映画祭で上映された。しかしながら、ミラマックスは、親会社の変更により公開を2011年に延期した。
2011年2月、新たな公開日は2011年8月31日になると発表された。

## 批評家の反応
Rotten Tomatoesでは165件のレビューで支持率は76%となった。主流の批評家のレビュー群から加重平均値を求めるMetacriticでは、37件のレビューで65/100となった。